# Blighbank

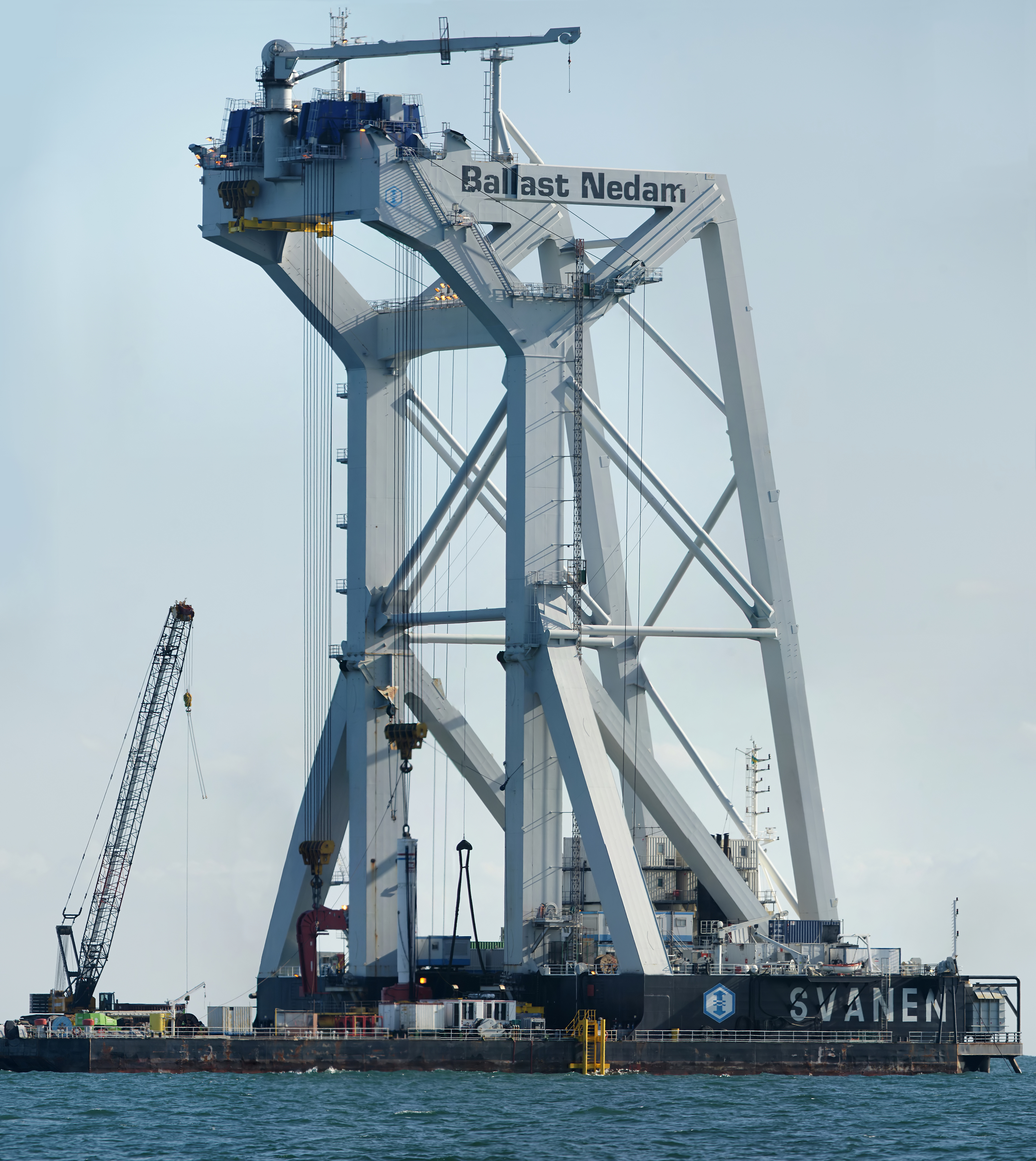
De Svanen tijdens het heien op de Blighbank.

De Blighbank is een zandbank in de Noordzee voor de Belgische kust. Ze bevindt zich ongeveer 40 km in zee en is de meest oostelijke bank van de Hinderbanken.
Het concern Belwind, een ex-dochter van het Nederlandse Econcern, heeft een aanvraag ingediend bij de Belgische administratie om een windmolenpark bestaande uit 55 windturbines van 3 MW op deze zandbank te mogen plaatsen. Begin 2008 heeft de Belgische regering een vergunning verleend voor 330 MW windturbines op deze zandbank. Op 9 december 2010 werden de eerste 55 turbines in gebruik genomen. Er moeten er nog 55 volgen.